# Saint-Léry
 Saint-Léry  (en bretón Sant-Leri) es una población y comuna francesa, situada en la región de Bretaña, departamento de Morbihan, en el distrito de Vannes y cantón de Mauron.

## Demografía
| 149 | 136 | 108 | 99 | 161 | 164 |
| Para los censos de 1962 a 1999 la población legal corresponde a la población sin duplicidades (Fuente: INSEE [Consultar]) |     |     |    |     |     |